# Kerékpározás az 1968. évi nyári olimpiai játékokon
Az 1968. évi nyári olimpiai játékokon a kerékpározás versenyek hét számból álltak.

## Éremtáblázat
Az egyes számoszlopok legmagasabb értéke, vagy értékei vastagítással kiemelve.
| Az 1968. évi nyári olimpiai játékok éremtáblázata kerékpározásban | Az 1968. évi nyári olimpiai játékok éremtáblázata kerékpározásban | Az 1968. évi nyári olimpiai játékok éremtáblázata kerékpározásban | Az 1968. évi nyári olimpiai játékok éremtáblázata kerékpározásban | Az 1968. évi nyári olimpiai játékok éremtáblázata kerékpározásban | Olimpia  |
| ----------------------------------------------------------------- | ----------------------------------------------------------------- | ----------------------------------------------------------------- | ----------------------------------------------------------------- | ----------------------------------------------------------------- | -------- |
|                                                                   | Ország                                                            | Arany                                                             | Ezüst                                                             | Bronz                                                             | Összesen |
| 1.                                                                | Franciaország (FRA)                                               | 4                                                                 | 0                                                                 | 1                                                                 | 5        |
| 2.                                                                | Dánia (DEN)                                                       | 1                                                                 | 3                                                                 | 0                                                                 | 4        |
| 3.                                                                | Olaszország (ITA)                                                 | 1                                                                 | 1                                                                 | 2                                                                 | 4        |
| 4.                                                                | Hollandia (NED)                                                   | 1                                                                 | 1                                                                 | 0                                                                 | 2        |
|                                                                   |                                                                   |                                                                   |                                                                   |                                                                   |          |
| 5.                                                                | Svédország (SWE)                                                  | 0                                                                 | 1                                                                 | 1                                                                 | 2        |
| 6.                                                                | NSZK (FRG)                                                        | 0                                                                 | 1                                                                 | 0                                                                 | 1        |
|                                                                   |                                                                   |                                                                   |                                                                   |                                                                   |          |
| 7.                                                                | Belgium (BEL)                                                     | 0                                                                 | 0                                                                 | 1                                                                 | 1        |
| 7.                                                                | Lengyelország (POL)                                               | 0                                                                 | 0                                                                 | 1                                                                 | 1        |
| 7.                                                                | Svájc (SUI)                                                       | 0                                                                 | 0                                                                 | 1                                                                 | 1        |
|                                                                   |                                                                   |                                                                   |                                                                   |                                                                   |          |
| Összesen                                                          | Összesen                                                          | 7                                                                 | 7                                                                 | 7                                                                 | 21       |

## Érmesek

### Országúti számok
| Az 1968. évi nyári olimpiai játékok érmesei országúti kerékpározásban |                                                                                              | | |
| Versenyszám                                                           | Arany                                                                                        | Ezüst | Bronz |
| Férfi országúti mezőnyverseny (196.2 km)                              | Pierfranco Vianelli · Olaszország (ITA) · 4:41:25.24                                         | Leif Mortensen · Dánia (DEN) · 4:42:49.71                                                                | Gösta Pettersson · Svédország (SWE) · 4:43:15.24                                                               |
| Országúti csapatverseny (104 km)                                      | Hollandia (NED) · Joop Zoetemelk · Fedor den Hertog · Jan Krekels · René Pijnen · 2:07:49.06 | Svédország (SWE) · Sture Pettersson · Tomas Pettersson · Erik Pettersson · Gösta Pettersson · 2:09:26.60 | Olaszország (ITA) · Pierfranco Vianelli · Giovanni Bramucci · Vittorio Marcelli · Mauro Simonetti · 2:10:18.74 |

### Pályakerékpár
| Az 1968. évi nyári olimpiai játékok érmesei pálya-kerékpározásban | | | |
| Versenyszám                                                       | Arany | Ezüst                                                                                                   | Bronz |
| Repülőverseny (1000 m)                                            | Daniel Morelon · Franciaország (FRA)                                                                        | Giurdano Turrini · Olaszország (ITA)                                                                    | Pierre Trentin · Franciaország (FRA)                                                                                   |
| 1000 m időfutam                                                   | Pierre Trentin · Franciaország (FRA) · 1:03.91                                                              | Niels Fredborg · Dánia (DEN) · 1:04.61                                                                  | Janusz Kierzkowski · Lengyelország (POL) · 1:04.63                                                                     |
| Kétüléses (tandem)                                                | Franciaország (FRA) · Daniel Morelon · Pierre Trentin                                                       | Hollandia (NED) · Leijn Loevesijn · Jan Jansen                                                          | Belgium (BEL) · Daniel Goens · Robert van Lancker                                                                      |
| 4000 m egyéni üldözőverseny                                       | Daniel Rébillard · Franciaország (FRA) · 4:41.71                                                            | Mogens Frey Jensen · Dánia (DEN) · 4:42.43                                                              | Xaver Kurmann · Svájc (SUI) · 4:39.42                                                                                  |
| Férfi 4000 méter csapat üldözőverseny                             | Dánia (DEN) · Per Lyngemark · Reno Olsen · Gunnar Asmussen · Mogens Frey Jensen · Peder Pedersen* · 4:22.44 | NSZK (FRG) · Karl Link · Udo Hempel · Karl Heinz Henrichs · Jürgen Kissner · Rainer Podlesch* · 4:18.94 | Olaszország (ITA) · Luigi Roncaglia · Lorenzo Bosisio · Cipriano Chemello · Giorgio Morbiato · Gino Pancino* · 4:18.35 |

* - a versenyző a döntőben nem vett részt